# Австралия във Втората световна война
Австралия участва във Втората световна война на страната на Съюзниците от 3 септември 1939 година до края на войната.
Страната обявява война на Германия, заедно с Великобритания, веднага след германското нападение срещу Полша. Първоначално тя изпраща свои контингенти на Средиземноморския театър, като от лятото на 1940 година е във война и с Италия. След началото на войната с Япония на 9 декември 1941 година основните австралийски сили са прехвърлени на Тихоокеанския театър, но отделни австралийски части, главно военновъздушни, остават в Средиземноморието и на Западния фронт до края на войната. Между 1942 и началото на 1944 година австралийските войски са основната съюзническа сила в Нова Гвинея и Югоизточна Азия, а и след това играят важна роля в настъпателните операции в региона. За времето на войната почити 1 милион австралийци служат във въоръжените сили, като 27 хиляди загиват, а 23 хиляди са ранени.